# Día Internacional para Poner Fin a la Impunidad de los Crímenes contra Periodistas

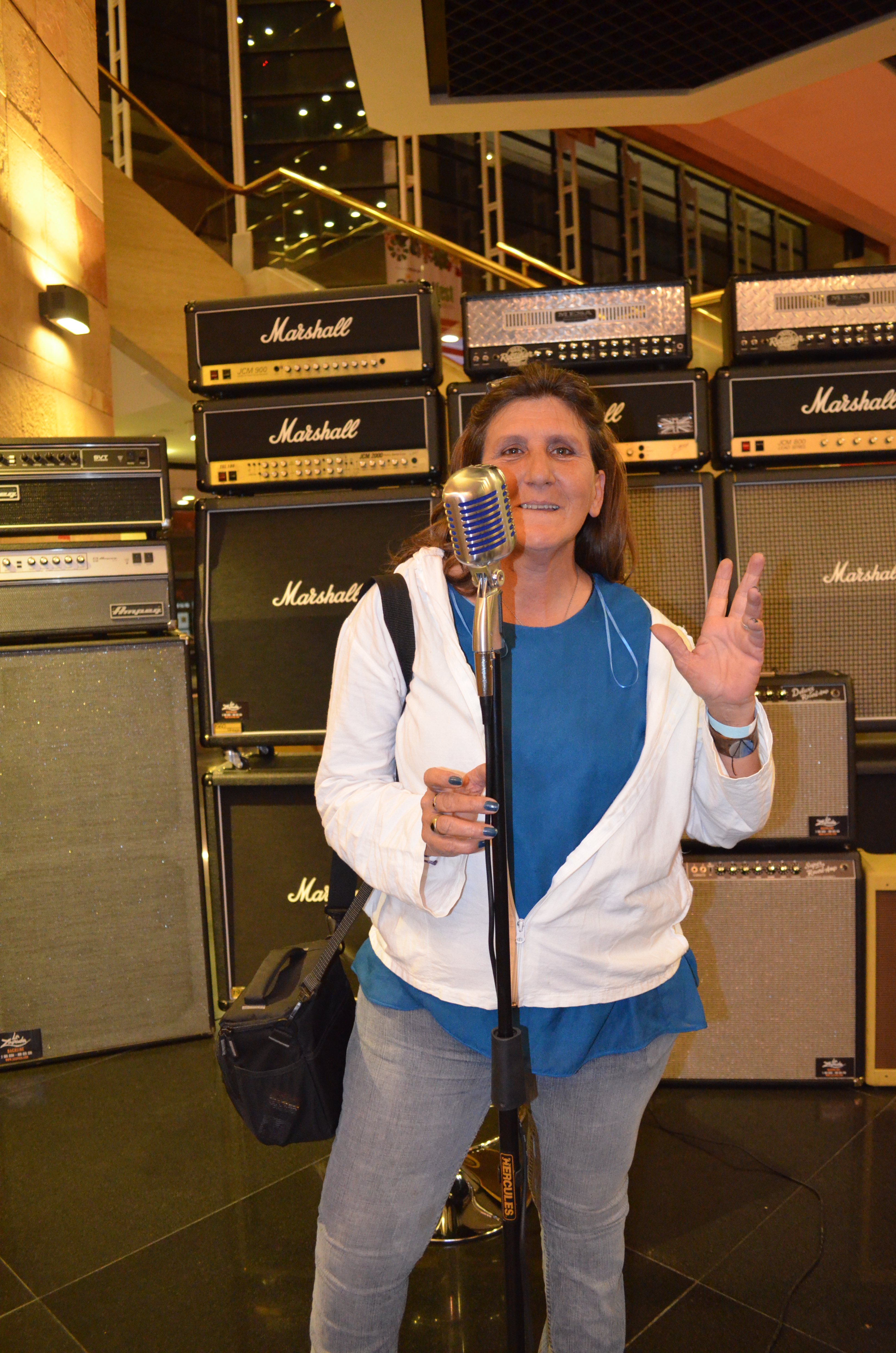

El Día Internacional para Poner Fin a la Impunidad de los Crímenes contra Periodistas es una celebración anual que se lleva a cabo el 2 de noviembre desde 2014, fue establecido por la Asamblea General de las Naciones Unidas en 2013.

## Proclamación
El Día Internacional para Poner Fin a la Impunidad de los Crímenes contra Periodistas tiene sus raíces en una iniciativa de la Red Internacional de Intercambio por la Libertad de Expresión (IFEX). El 23 de noviembre de 2011, IFEX declaró esta fecha como el Día Internacional para Poner Fin a la Impunidad. La fecha fue elegida para conmemorar la masacre de Ampatuan, también conocida como la matanza de Maguindanao, ocurrida en 2009, que resultó ser el ataque más mortífero contra periodistas en la historia reciente, con 57 personas asesinadas, incluyendo 32 periodistas y trabajadores de los medios.
En 2013 y enbase a la iniciativa de IFEX y y otros defensores de la libertad de expresión de la sociedad civil fue proclamada esta jornada por la Asamblea General de las Naciones Unidas el 18 de diciembre de 2013. Esta proclamación surgió como respuesta a la creciente preocupación por los ataques y asesinatos de periodistas en todo el mundo, y la impunidad casi total de estos crímenes. La resolución insta a los Estados miembros a implementar medidas concretas para prevenir la violencia contra los periodistas, asegurar que los responsables sean llevados ante la justicia y garantizar el derecho de las víctimas a recibir reparaciones. El objetivo principal es garantizar la libertad de expresión y el acceso a la información, elementos esenciales para la democracia y el estado de derecho.